# Grautinamu

Verbreitungsgebiet des Grautinamus

Der Grautinamu (Crypturellus cinereus), Syn. Tetrao cinereus ist eine Vogelart aus der Familie der Steißhühner (Tinamidae).
Die Art wurde früher als konspezifisch mit dem Berlepschtinamu (C. berlepschi) angesehen.
Der Vogel kommt vom Südosten Kolumbiens bis Guyanas, Süden Venezuelas, Norden Boliviens bis Nordosten Brasiliens vor.
Der Lebensraum umfasst Tropischen Regenwald, Sekundärwald mit dichtem Unterwuchs, Várzea, Ränder von sumpfigen Wäldern, auch größere Flussinseln im Norden, aber auch Plantagen bis 1000 m Höhe.
Der Artzusatz kommt von lateinisch cinereus ‚aschfarben‘.

## Merkmale
Die Art ist 29–32 cm groß und wiegt 355–527 (Männchen) beziehungsweise 512–615 g (Weibchen). Sie ist der dunkelste gleichmäßig gefärbte mittelgroße Tinamu, aschgrau oder bräunlich. Scheitel und Nacken haben etwas rostfarbene, Gesicht und Kopfseiten leicht hellere Fiederung. Am hinteren Rücken finden sich unauffällige gelbbraune Federspitzen, kleine diskrete gelbbräunliche Flecken an den Außenfahnen der Armschwingen und Schirmfedern. Die Kehle ist noch etwas heller mit weißlichen Strichen, die Unterseite nur etwas heller und grauer als die Oberseite.
Die Iris ist rotbraun, gelb oder gelblich-braun, der Schnabel grau bis schwarz, der Unterschnabel und die Schneidekante sind etwas rosafarben. Die Füße sind bräunlich oder matt orange bis gelblich.
Das Weibchen ist etwas größer, unterscheidet sich ansonsten nicht. Jungvögel tragen gelbbräunliche Zeichnung auf den Flügeldecken und am Steiß.

## Geografische Variation
Die Art ist monotypisch.

## Stimme
Der Gesang wird als gleichmäßiges klares Pfeifen, alle 2 bis 5 Sekunden wiederholt beschrieben. Die Art singt tagsüber. Der weittragende Gesang ist leicht nachzuahmen und ist ein typischer Klang im Flussgebiet des Amazonasbeckens.

## Lebensweise
Die Art ist vermutlich ein Standvogel.
Die Nahrung besteht aus Beerenobst, Pflanzensamen, und Insekten wie Ameisen, Maulwurfsgrillen und Baumwanzen die umherwandernd im Laub auf dem Boden gesucht werden.
Die Brutzeit ist hauptsächlich zwischen August und Oktober in Kolumbien, kann aber das ganze Jahr umfassen. Die Eier werden direkt auf den Boden gelegt, das Gelege besteht aus zwei lachs- oder milchschokoladefarbenen Eiern.

## Gefährdungssituation
Der Bestand gilt als „nicht gefährdet“ (Least Concern).